# Castle Rock Entertainment
Castle Rock Entertainment – amerykańska wytwórnia filmowa założona w 1987 roku przez Martina Shafera, Roba Reinera, Andrew Scheinmana, Glenna Padnicka i Alana Horna, zależna od Warner Bros. oraz należąca do konfederatu Warner Bros. Discovery.

## Filmografia

### Dystrybuowane przezColumbia Pictures
- Zimowi ludzie (1989) (koprodukcja z Nelson Entertainment)
- Kiedy Harry poznał Sally (1989) (koprodukcja z Nelson Entertainment)
- Władca much (1990) (koprodukcja z Nelson Entertainment)
- Siostrzyczki (1990) (koprodukcja z Nelson Entertainment)
- Spirit of ’76 (1990)
- Misery (1990) (koprodukcja z Nelson Entertainment)
- Sułtani westernu (1991) (koprodukcja z Nelson Entertainment)
- Spóźnieni na obiad (1991) (koprodukcja z New Line Cinema)
- Rok komety (1992) (koprodukcja z New Line Cinema)
- Komik na sobotę (1992) (koprodukcja z New Line Cinema)
- Miesiąc miodowy w Las Vegas (1992)
- Ludzie honoru (1992) (koprodukcja z Columbia Pictures i New Line Cinema)
- Amos i Andrew (1992) (koprodukcja z New Line Cinema)
- Na linii ognia (1993) (koprodukcja z Columbia Pictures)
- Sprzedawca śmierci (1993) (koprodukcja z New Line Cinema)
- Pełnia zła (1993) (koprodukcja z New Line Cinema)
- Ucieczka w nieznane (1993) (koprodukcja z New Line Cinema)
- Wielka mała liga (1994)
- Małolat (1994) (koprodukcja z New Line Cinema)
- Skazani na Shawshank (1994)
- Przed wschodem słońca (1995)
- Na dobre i złe (1995)
- Dolores (1995)
- Zapomnij o Paryżu (1995)
- Ucieczka z Rangunu (1995)
- W środku mrocznej zimy (1995)
- Prezydent: Miłość w Białym Domu (1995) (koprodukcja z Universal Pictures)
- Otello (1995)
- The Run of the Country (1995)
- Dracula – wampiry bez zębów (1995) (koprodukcja z Gaumont)
- W cieniu przeszłości (1996)
- Ludzie miasta (1996)
- Spirala przemocy (1996)
- Na granicy (1996)
- Striptiz (1996)
- Krytyczna terapia (1996)
- Na przedmieściach (1996)
- Władza absolutna (1996)
- Duchy Missisipi (1996)
- Hamlet (1996)
- Przygoda na Alasce (1996)
- Niezła sztuka (1996) (koprodukcja z Sony Pictures Classics)
- Efekt Zero (1998)
- Mój olbrzym (1998)
- Palmetto (1998)
- Kwaśne winogrona (1998)
- Zawiść (2004) (koprodukcja z DreamWorks SKG)
- Pojedynek (2007) (koprodukcja z Sony Pictures Classics)
- To tylko seks (2011) (koprodukcja z Screen Gems)

### Dystrybuowane przezWarner Bros.
- Mickey Niebieskie Oko (1999)
- Zielona mila (1999)
- Przynęta (2000)
- Medal dla miss (2000)
- Dowód życia (2000)
- Miss Agent (2000)
- Kraina Wiecznego Szczęścia (2001) (koprodukcja z Village Roadshow Pictures)
- The Majestic (2001)
- Jezioro Salton (2002)
- Śmiertelna wyliczanka (2002)
- Pluto Nash (2002)
- Dwa tygodnie na miłość (2002)
- Koncert dla Irwinga (2003)
- Kangur Jack (2003)
- Łowca snów (2003)
- Przed zachodem słońca (2004)
- Kangaroo Jack: G’Day U.S.A.! (2004)
- Ekspres Polarny (2004)
- Miss Agent 2: Uzbrojona i urocza (2005)
- Radosne Purim (2006)
- W świecie kobiet (2007)
- Prosto w serce (2007) (koprodukcja z Village Roadshow Pictures)
- Teoria chaosu (2007)
- Życie od kuchni (2007)
- Michael Clayton (2007)

### Dystrybuowane przezNew Line Cinema
- Barcelona (1994) (koprodukcja z Fine Line Features)
- Słaby punkt (2007)

### Dystrybuowane przezUniversal Pictures
- Rytmy nocy (1998) (koprodukcja z Gramercy Pictures)
- Tylko miłość (1999)
- Fahrenheit 451 (2010)

### Dystrybuowane przezWarner Independent Pictures
- Przed zachodem słońca (2004) (koprodukcja z Detour Filmproduction)
- Radosne Purim (2006) (koprodukcja z Shangri-La Entertainment)

### Dystrybuowane przezCBS Films
- W pogoni za zemstą (2010) (koprodukcja z State Street Pictures)

### Dystrybuowane przezMagnolia Pictures
- Magiczne lato (2012) (koprodukcja z Revelations Entertainment)

### Dystrybuowane przez Clarius Entertainment
- Razem czy osobno? (2014) (koprodukcja z Foresight Unlimited)

### Dystrybuowane przezImage Entertainment
- Scenariusz na miłość (2014) (koprodukcja z Reserve Room)

### Dystrybuowane przez Paladin
- Being Charlie (2016) (koprodukcja z Jorva Entertainment Productions i Defiant Pictures)

### Dystrybuowane przezElectric Entertainment
- LBJ[4] (2017) (koprodukcja z Acacia Entertainment, Savvy Media Holdings i Star Thrower Entertainment)

### Dystrybuowane przezVertical Entertainment
- LBJ[4] (2017)
- Fałszywe powody (2018) (koprodukcja z Acacia Entertainment i Savvy Media Holdings)

### Nadchodzące filmy
- Daughter of the Bride[5]
- Pure[5]

## Programy telewizyjne
- Kroniki Seinfelda (1989–1998)
- Thea (1993–1994)
- The Single Guy (1995–1997)
- Mission Hill (1999–2000)